# Хагана (кшатрап)

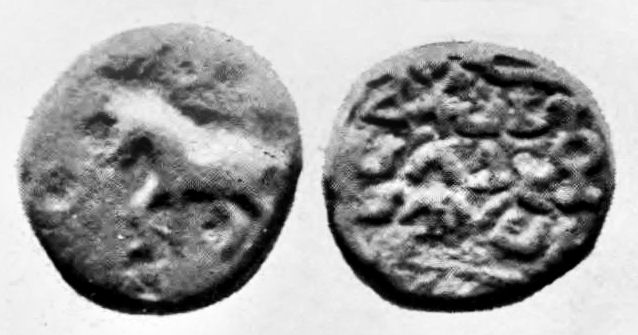

Хагана — правитель древнеиндийского государства Северных Кшатрапов.

## Биография
Сакская династия Северных Кшатрапов властвовала в Матхуре и Восточном Пенджабе с I века до н. э. по II век н. э. Одним из первых известных правителей был Хагана, медные монеты с надписью которого дошли до нашего времени. Возможно, что другой представитель этой династии Хагамаша, имя которого также указывается на этом нумизматическом материале, был младшим братом Хаганы. По предположению В. Смита, они правили со 125 года до н. э. по 80 год до н. э. Д. Аллан указывал на период пятидесятых — сороковых годов до н. э. К. Байпай, ссылаясь на данные палеографии, считает более вероятным период середины первого века н. э.
Одни исследователи, например, Э. Рапсон, В. Смит,  считают, что Хагана правил ранее «Великого Сатрапа» Раджувулы, другие, в том числе П. Чопра,  придерживаются противоположного мнения.